# Kermadecazoon exallos
Kermadecazoon exallos är en mossdjursart som först beskrevs av Gordon 1984.  Kermadecazoon exallos ingår i släktet Kermadecazoon och familjen Bitectiporidae. Inga underarter finns listade i Catalogue of Life.